# Molècula d'adhesió cel·lular L1
La molècula d'adhesió cel·lular L1, amb l'abreviatura de l'anglès L1CAM (o L1 cell adhesion molecule) o L1, és una proteïna transmembrana membre de la família de proteïnes L1, codificada pel gen L1CAM. Aquesta proteïna, de 200-220 kDa, és una molècula d'adhesió cel·lular neuronal amb una forta implicació en la migració cel·lular, l'adhesió, l'augment de neurites, la mielinització i la diferenciació neuronal. També té un paper clau en els càncers resistents al tractament per la seva funció; o en l'aparició de metàstasis.
L1CAM és expressada específicament per les cèl·lules metastàtiques durant la invasió del parènquima cerebral i capil·lars. El nostre organisme, mitjançant FasL envia un senyal de mort paracrina cap a les cèl·lules proliferants. Tot i això, en resposta a un augment de neuroserpina, els mecanismes supressors tumorals es perden pel parènquima del cervell, donant lloc a metàstasi. Es va veure que alteracions en l’expressió de la neuroserpina tenien una alta correlació amb l’extensió d’adenocarcinoma de pulmó cap al cervell.
Va ser identificada el 1984 per M. Schachner que va trobar la proteïna en les neurones de ratolins post-mitòtics.
Les mutacions de la proteïna L1 són la causa de la síndrome L1, de vegades coneguda per l'acrònim CRASH (hipoplàsia del cos callós, retard, afàsia, paraplegia espàstica i hidrocefàlia).